# 邢其任
邢其任（1579年—？），字伯遠，号仔予，山东东昌府临清州人，明朝政治人物。

## 生平
萬曆三十一年（1603年）癸卯科山东乡试第四十名举人，三十五年（1607年）丁未科进士，工部观政，本年八月授安邑知县，四十年升户部主事，四十一年榷江西九江钞关，四十三年升员外，四十四年升郎中，大同管粮，四十七年升浙江参议，天启二年升湖广副使。工诗文，洎草隶书皆称绝一时。所著有《礼星馆》等集若干卷。

## 家族
曾祖邢畯，典史，贈中大夫盐运司运使。祖邢秉仁，嘉靖五年进士，累赠中大夫盐运司运使。父邢邦，嘉靖三十八年进士，官四川布政司右参政。前母王氏，贈淑人，王氏，贈宜人；母张氏，贈宜人。永感下。兄其義。弟其化、其位、其信、其仕。
子邢泰吉，天啓二年进士，官户部员外郎。